# Іоаникій Надеждин (єпископ)
Іоаникій Надеждин (в миру Іоанн Надєждін; 18 липня 1837, Ніколо-Язась, Пензенська губернія — 29 квітня 1901, Київ, Україна) — єпископ Відомства православного сповідання Російської імперії, єпископ Архангельський і Холмогорський.

## Біографія
Народився 18 липня 1837 року в родині священика Пензенської єпархії.
Закінчивши у 1858 році Пензенську духовну семінарію, він працював учителем при Пензенському духовному училищі.
2 червня 1863 пострижений у чернецтво, 13 липня зведений в сан ієромонаха.
З 1864 року залишив учительську службу і служив при Пензенському архієрейському будинку ключарем, потім економом, разом з тим був і благочинним монастирів.
Подорожував до Афонської гори і ніс послух регента в одній з афонських обителей, але, покинувши Афон, у 1876 році вступив до Московської духовної академії.
У 1880 році після закінчення академії був призначений учителем Ростовського духовного училища.
У 1882 році — доглядач Задонських духовних училищ.
З 13 лютого 1885 року — інспектор Пензенської духовної семінарії.
25 вересня 1885 возведений у сан ігумена.
З 31 березня 1888 року — ректор Якутської духовної семінарії в сані архімандрита.
З сокирою в руках він сам особисто фундаментально перебудовував сиру і холодну ректорську квартиру в Якутську. Зі столярними інструментами, через брак коштів, сам перебудував старий іконостас в Якутській семінарській церкві.
З 19 вересня 1891 року — ректор Могильовської духовної семінарії.
21 лютого 1893 хіротонізований на єпископа Уманського, вікарія Київської єпархії.
З 10 лютого 1896 року — єпископ Архангельський і Холмогорський.
З 7 лютого 1901 звільнений на спокій в Києво-Печерську Лавру.
29 квітня 1901 помер в Києво-Печерській Лаврі, де і був похований.